# Wali Mohammadi
Pour les articles homonymes, voir Mohammadi.
Wali Mohammadi est un juriste et traducteur franco-afghan né le 5 juin 1987 à Kaboul dans une famille tadjik. Fuyant son pays perpétuellement en guerre à l'âge de 15 ans après la mort de ses parents, il est accueilli à Calais dans une famille de militants de la Ligue des droits de l'homme. Naturalisé français en 2008, il réside à Lambersart dans la Métropole européenne de Lille. En visite familiale à Kaboul en août 2021, il est l'interprète, en concertation avec Mohamed Bida, des négociations avec les talibans lors du trajet du convoi quittant l'ambassade de France pour l'aéroport lors de la chute de la ville.

## Biographie

### Enfance en Afghanistan
Wali Mohammadi naît le 5 juin 1987 à Kaboul. Son père est un Tadjik, officier du commandant Massoud, tailleur puis pâtissier. Il meurt sous la torture des talibans en 1999 pour avoir refusé de révéler des caches d'armes de l'Alliance du Nord. Wali a quatre frères et sœurs. Deux d'entre eux sont victimes, enfants, des guerres incessantes. Il est à son tour, à l'âge de 11 ans, torturé par les talibans, laissé pour mort dans un cimetière et sauvé par un médecin militaire. Il s'enfuit avec sa mère et son petit frère  en Iran où il travaille dans une fabrique de meubles. Ils rentrent à Kaboul au bout de quatre ans croyant le pays libéré des talibans. Sa mère est tuée en 2002 lors d'un attentat sur un marché de Kaboul,.

### Fuite de l'Afghanistan
Il décide à la fin de la même année de rejoindre sa sœur aînée installée à Londres et s'engage, seul, après avoir vendu les biens de la famille pour financer son périple et confié son petit frère à des voisins, dans un périlleux voyage de trois mois au cours duquel il traverse les déserts du Pakistan et de l'Iran, la mer Égée depuis la Turquie, atteint l'île de Kos sur un bateau pneumatique, arrive en Italie par Venise dissimulé dans un conteneur et remonte en train par Rome et Modène vers la France, caché dans les toilettes pour échapper aux contrôles et arrestations,. 

### Accueil à Calais
À Calais où il retourne, le 9 janvier 2003, après avoir été refoulé à Soissons par la police, Walli dort dans la rue, le centre de Sangatte ayant fermé. Plus jeune du groupe, il est remarqué par un couple de militants associatifs de Coulogne et accueilli comme un fils. Joël Loeuilleux est éducateur et président de la section locale de la Ligue des droits de l'homme. Walli a 15 ans. Faute de convention avec l'Afghanistan il n'est pas adoptable. Le juge des enfants le confie malgré tout à la famille,,.

### Mustapha
Joël et Geneviève Loeuilleux accueillent également son petit frère Mustapha arrivé en France en 2006, l'obtention du visa ayant pris 3 ans, en 7 heures de trajet là où Walli a mis 3 mois, et avec un seul problème de contrôle : son visa français est tellement rare que l'aéroport de Francfort-sur-le-Main l'a cru faux. Walli ayant obtenu le statut de réfugié politique en 2005, Mustapha a pu bénéficier du rapprochement familial grâce à l'intervention d'un député UMP. Après une formation par alternance, il entre à France 3 où il est en 2015 journaliste reporter d'images. De manière inexplicable son dossier est bloqué depuis des années et il ne parvient pas à obtenir la nationalité française,,.

### Études et travail
Wali, aidé par Geneviève Loeuilleux, directrice d'école, apprend rapidement le français. Il entre au collège Jean-Monnet à Coulogne où il trouve encore de l'aide auprès d'une professeur d'allemand et passe le brevet. Il obtient un contrat d'apprentissage en boulangerie au centre commercial Euralille, réussit le CAP de boulanger-pâtissier, trouve un emploi chez Carrefour et passe son bac en candidat libre. Il s'inscrit en droit à l'université Lille-II en 2010 puis en master relations internationales à Montréal en 2014. Il travaille pendant ses études de droit 28 heures par semaine pour une association d'interprétariat. Au Canada, il poursuit ses traductions par internet tout en travaillant chez Petro-Canada trois jours par semaine ,. 

### Installation dans la métropole européenne de Lille
Il est naturalisé français en 2008, habite dans le centre de Lille à partir de ses 21 ans puis s'installe à Lambersart, commune de la métropole européenne de Lille, avec sa femme afghane et ses deux enfants nés en 2014 et 2015,,. Il est depuis 2022 chargé de projets à la mairie de Lille.

### Traductions et au-delà pour l'aide aux immigrés
Il fait des traductions pour les institutions d'aide aux immigrés, OFII, OFPRA, CADA, ASE, mais aussi pour la PAF, les hôpitaux et les foyers. Il traduit le farsi (persan), le dari, le pachto et le tadjik pour des Afghans, des Pakistanais, des Iraniens, des Irakiens, pour permettre à l'administration d'étudier les demandes d'asile. Neuf fois sur dix ce sont des hommes et 80% sont des mineurs isolés. Entre 2010 et 2015 il a écouté plus de 10 000 migrants. Son expérience va bien au-delà de la traduction : « sociologue, psychologue, profileur, enquêteur, confident, infirmier du cœur, Wali est tout cela à la fois et tout le ramène à son propre parcours ». Il tente également de faire comprendre aux administrations l'impasse dans laquelle les place le règlement de Dublin, obsolète à ses yeux, qui impose aux migrants de retourner vers le premier pays où leurs empreintes digitales ont été relevées : ils préféreront toujours rester illégalement en France et demander à nouveau l'asile six mois plus tard,.

### Chute de Kaboul
Si en 2015 il ambitionnait de travailler dans la diplomatie, son rêve d'affectation à l'Ambassade de France en Afghanistan est mis à mal après la chute de Kaboul d'où toutes les chancelleries occidentales se sont retirées. Le 15 août 2021 Wali Mohammadi est avec sa femme et ses deux enfants de 5 et 6 ans en vacances pour un mois dans sa belle-famille à Kaboul. Surpris par l'avancée rapide des talibans il parvient à rejoindre l'Ambassade où sa connaissance du terrain et de la langue mais aussi de la psychologie de ceux qui ont tué son père, sa mère, ses deux frères et l'ont torturé 20 ans plus tôt se révèlent cruciales pour parvenir à l'évacuation des 400 personnes qui y sont réfugiées : il trouve les véhicules nécessaires pour former le convoi et, en concertation avec Mohamed Bida et les policiers du RAID, négocie finement avec ses ennemis ancestraux qui refusent de voir les femmes et les enfants exfiltrés d'Afghanistan en les amenant sur leur propre terrain du code d'honneur qui veut que personne ne puisse leur faire du mal. Il évoque cette négociation dans le documentaire Kaboul Chaos adapté du livre de David Martinon, Les 15 jours qui ont fait basculer Kaboul,,,.

## Opinions
Wali Mohammadi emploie le terme de « réfugiés », rarement celui de « migrants » : « Être réfugié ce n'est pas un choix. Rien ne dit que cela ne vous arrivera pas un jour ». Il souhaite voir ceux fuyant la guerre s'attacher comme lui à leurs terres d'accueil : « Impossible d'oublier le pays qui vous a reçu en pleine détresse ». La France demeure pour lui la patrie des droits de l'homme « en dépit des polémiques récentes ». Il ne regrette pas son choix de ne pas avoir traversé la Manche : « Je serais peut-être plus riche outre-Manche. Mais intellectuellement je suis mieux en France ». 

## Publication
- Wali Mohammadi, Geoffroy Deffrennes, De Kaboul à Calais : l'incroyable périple d'un jeune Afghan, Éditions Robert Laffont, 2009, 249 p. (ISBN 978-2-221-11413-1, BNF 4211268) Extrait en ligne sur Google Livres